# Vera Vassilieva
Pour les articles homonymes, voir Vassilieva.
Vera Kouzminitchna Vassilieva (en russe : Ве́ра Кузьми́нична Васи́льева) est une actrice de théâtre et cinéma soviétique puis russe née le 30 septembre 1925 à Moscou (république socialiste fédérative soviétique de Russie, Union soviétique) et morte le 9 août 2023 dans l'oblast de Moscou (Russie). Elle prête également sa voix aux personnages des dessins animés.

## Biographie
Vera Vassilieva naît à Moscou et y passe toute sa vie. 

### Carrière
En 1943-1948, Vera Vassilieva fait ses études à l'école d'art dramatique de Moscou sous la direction de Vladimir Gotovtsev. Elle intègre ensuite la troupe du Théâtre académique de la Satire de Moscou.
En 1945, Vera Vassilieva débute au cinéma. Elle commença par un petit rôle dans la comédie Les Jumeaux de Konstantin Youdine. Son premier grand rôle lui fut offert en 1947 par Ivan Pyriev dans le film Le Dit de la terre sibérienne. Sa performance sera récompensée par un prix Staline en 1948. Le second prix Staline lui est attribué en 1951, pour le rôle d'Olga Stepanova dans le spectacle musical Un mariage avec dot (Свадьба с приданым, 1954) mis en scène par Boris Ravenskikh d'après l’œuvre de Nikolaï Diakonov.
En 1953, elle retrouve le personnage d'Olga Stepanova pour l'adaptation du Mariage avec dot au cinéma, sous la direction de Tatiana Loukachevitch. On la remarque également dans Les Aventures d'un dentiste (Пoхoждения зубногo врача, 1965) d'Elem Klimov et le film-spectacle La Folle Journée ou le Mariage de Figaro (Безумный день или женитьба Фигаро, 1974) de Valentin Ploutchek.

### Vie privée
Vera Vassilieva a été mariée avec l'acteur Vladimir Ouchakov (1920-2011) depuis 1956. Ils n'ont pas eu d'enfants.

## Titres et récompenses
- prix Staline de 1er classe : (1948) rôle dans le film Le Dit de la terre sibérienne
- prix Staline de 3e classe : (1951) pour le rôle d'Olga Stepanova dans le spectacle Un mariage avec dot de Nikolaï Diakonov
- Artiste du peuple de l'URSS : (1986)
- Ordre du Mérite pour la Patrie : de 3e (2010) 4e (2000) classe
- Ordre de l'Honneur (1995)
- Ordre de l'Amitié (2015)
- Ordre du Drapeau rouge du Travail
- Turandot de cristal (1996) : pour l'ensemble de sa carrière théâtrale
- Masque d'or : prix d'honneur (2010)

## Documentaires
Vera Vassilieva apparaît dans un documentaire intitulé Souvenirs d'URSS : Le rêve perdu de Nicolas Kazakov - La Passion selon Staline datant de 1991 diffusée sur La Sept. Elle raconte avoir jouée une pièce de théâtre dans laquelle elle décrit un rêve sur Staline.

## Filmographie
cinéma :
- 1965 : Les Aventures d'un dentiste (Похождения зубного врача)  de Elem Klimov : Lioudmila

doublage ;
- 1981 : Les Aventures de Vassia Kourolessov (Приключения Васи Куролесова)  de Vladimir Popov : la mère